# Schalauer

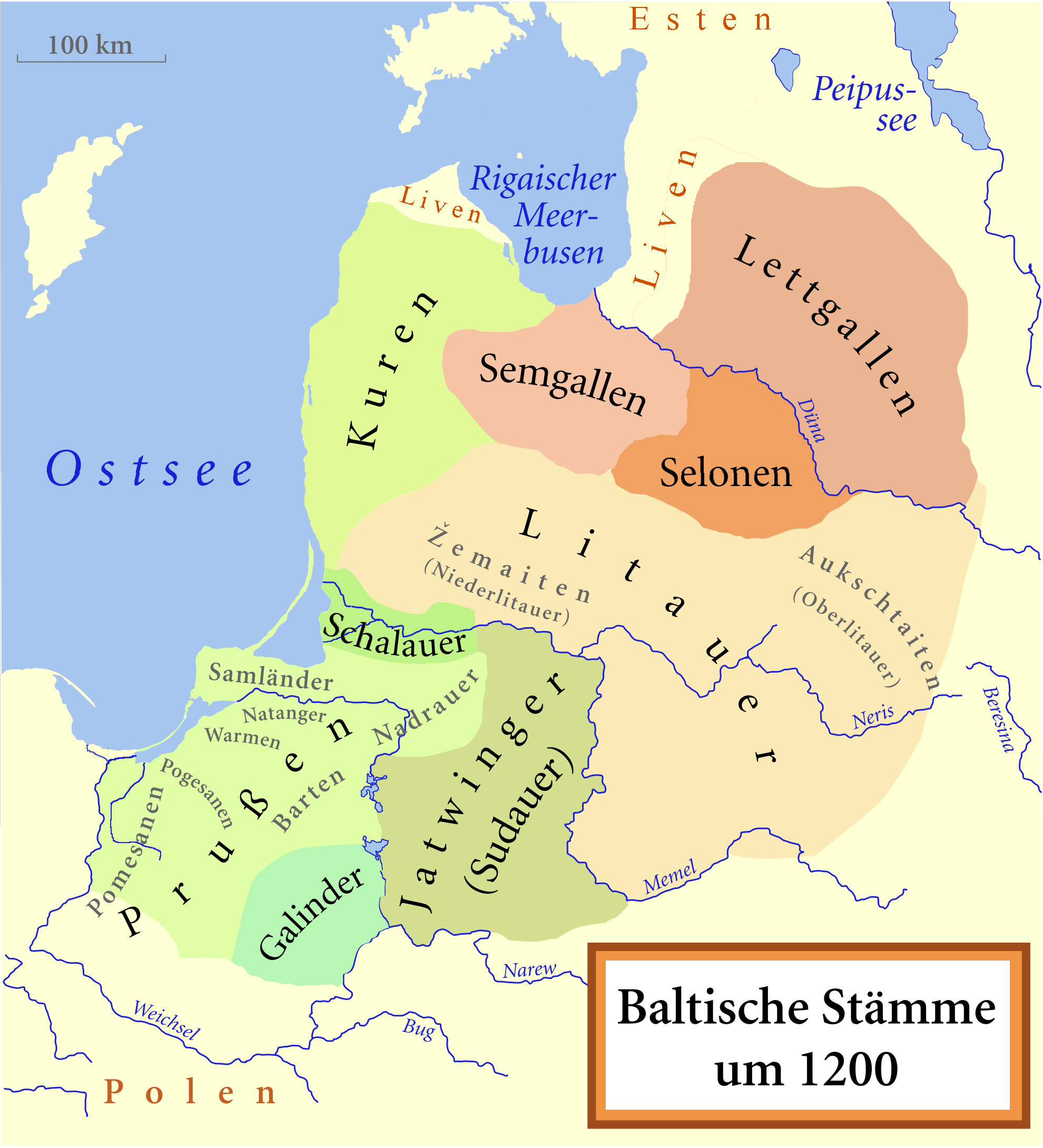
Baltische Stämme im 12. Jahrhundert

Als Schalauer (prußisch Skalavo, Skalwa) wird der nördlichste der zwölf prußischen Stämme bezeichnet.
Das dünn besiedelte Gebiet Schalauen befand sich am Unterlauf der Memel zwischen Nadrauen im Süden und Kuren im Norden beidseits der Memel. Im Westen reichte Schalauen bis an das Kurische Haff, verlief südlich entlang der Flüsse Gilge und Ossa bis Nadrauen und weiter östlich vor dem Erreichen der Grenze zu Sudauen über die Memel.
Die Schalauer besaßen drei bedeutende Burgen: Ruß (litauisch Rusne) im Memeldelta, Jomsborg, Jumpne, Iumne am Fuße der Kurischen Nehrung und Rangite (Ragnit) am heiligen Berg Rambynas, das den Mittelpunkt des Siedlungsgebiets bildete.
Ab 1406 begannen sich Žemaiten in Schalauen anzusiedeln.